# Marechal Oustinov (croiseur)
Le Marechal Oustinov (russe : Маршал Устинов) est un croiseur lance-missiles de la classe Slava (projet 1164) en service dans la marine russe. Le nom russe de ce type de navire est Gvardeysky Raketnyy Kreyser (GRKR), signifiant « Croiseur lance-missiles de la Garde ».

## Historique
Le navire porte le nom de Dmitri Oustinov, ancien ministre soviétique de la Défense. Le Marechal Oustinov est affecté à la 43e division de missiles de la flotte du Nord, dont le port d'attache est à Severomorsk. De 2012 à 2016, le croiseur subit une refonte majeure et est remis en service à compter de 2017 où il est depuis déployé en mer Méditerranée.

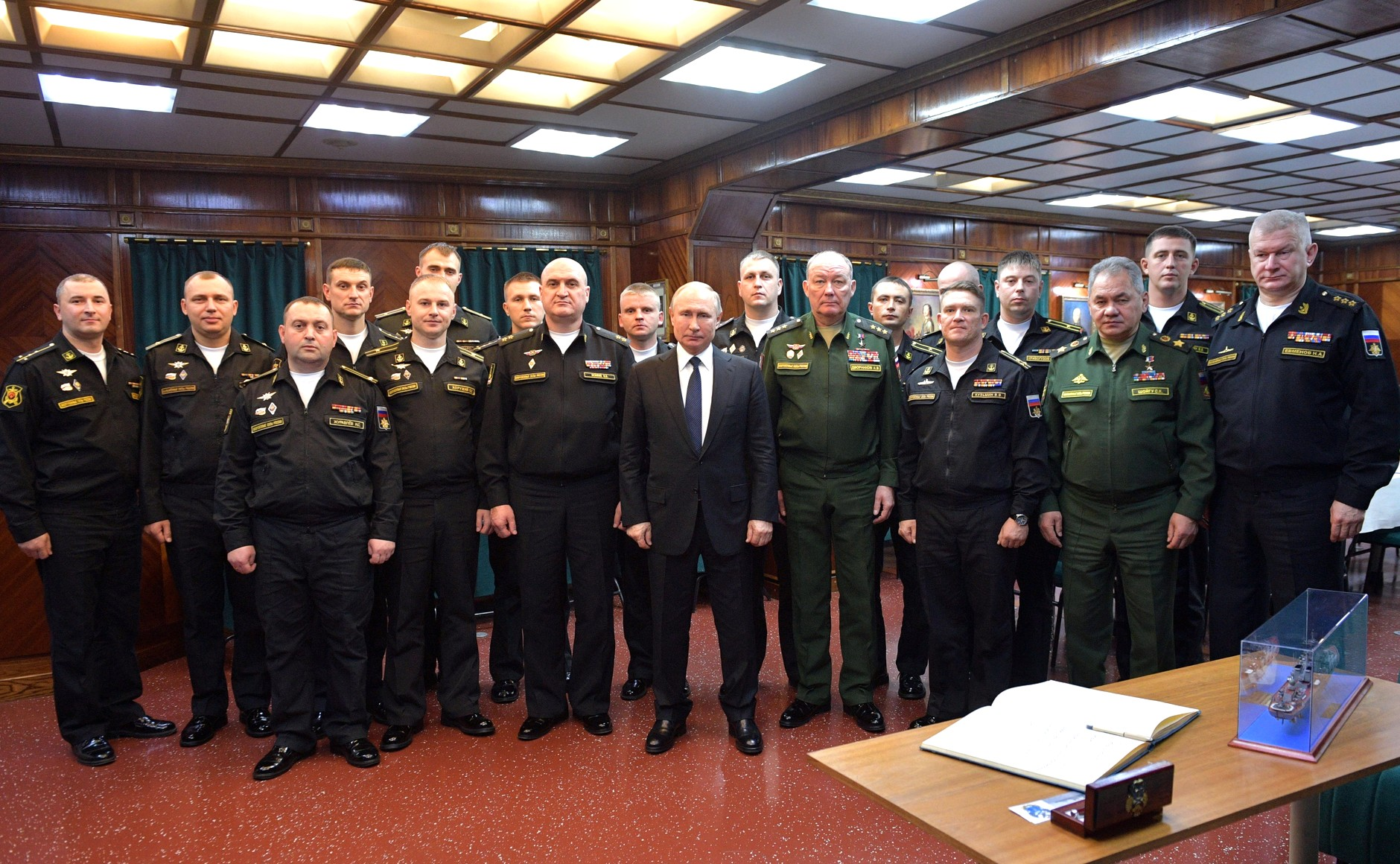
Vladimir Poutine, au centre du premier rang en civil, lors des exercices conjoints des flottes du Nord et de la mer Noire en 2020, à bord du croiseur avec Sergueï Choïgou, Nikolaï Ievmenov, Igor Ossipov et Alexandre Dvornikov entre autres.

En février 2021, le Marechal Oustinov participe à des exercices en mer de Barents. Il y opère à deux reprises sous le commandement du capitaine de 2e rang Andreï Krivogouzov. Le 22 février, jour même du premier débarquement de bombardiers américains en Norvège, le Marechal Oustinov navigue dans le fjord de Varanger, à la frontière maritime russo-norvégienne, devenant ainsi le premier navire de guerre russe à effectuer une telle manœuvre après la Guerre froide. Il entre de nouveau en mer de Barents le 4 mars.
Le 1er juin, le navire participe à des exercices en mer de Barents aux côtés du Pierre le Grand. Le navire rejoint ensuite la mer Baltique afin de participer au défilé naval de Saint-Pétersbourg, aux côtés du destroyer Vice-amiral Koulakov, du navire de débarquement Piotr Morgounov, du remorqueur Altay et des sous-marins nucléaires Orel, Kniaz Vladimir et Vepr.
Le 7 février 2022, le croiseur rejoint la Méditerranée aux côtés du destroyer Vice-amiral Koulakov, de la frégate Amiral Kazatonov et du pétrolier Viazma. Son groupement tactique a rejoint le Varyag, déployé en Méditerranée le 2 février 2022 depuis le Pacifique, aux côtés du destroyer Amiral Tribouts et du pétrolier Boris Boutoma,,. Le groupement tactique quitte la Méditerranée le 24 août 2022 pour regagner son port d'attache Severomorsk,. Les deux groupes de combat mènent des exercices avec les bombardiers navals Tu-22M3 et MiG-31K, opérant depuis la base aérienne de Hmeimim en Syrie. Le croiseur rentre à Severomorsk le 15 septembre, après 236 jours et 36 000 milles nautiques parcourus. Le groupe est accueilli par le commandant de la flotte du Nord, l'amiral Alexandre Moïsseïev, affirmant que la présence de tels navires dans cette zone maritime lointaine constitue un moyen de dissuasion, empêchant l'escalade de la situation, désormais critique.